# Duck Island, Nunavut
Duck Island är en ö i Kanada.   Den ligger i territoriet Nunavut, i den östra delen av landet, 1 200 km norr om huvudstaden Ottawa. Arean är 10,4 kvadratkilometer.
Terrängen på Duck Island är mycket platt. Öns högsta punkt är 13 meter över havet. Den sträcker sig 4,4 kilometer i nord-sydlig riktning, och 6,2 kilometer i öst-västlig riktning.